# Hammarforsens dämningsområde
Hammarforsens dämningsområde är en sjö i Ragunda kommun i Jämtland och ingår i Indalsälvens huvudavrinningsområde. Sjöns area är 1,337 kvadratkilometer och den är belägen 105 meter över havet.